# Who Killed Cock Robin?
Who Killed Cock Robin? (bra: A Flecha do Amor) é um curta-metragem de animação lançado em 1935, como parte da série Silly Symphonies. Foi dirigido por David Hand e produzido por Walt Disney. É baseado na cantiga de roda "Who Killed Cock Robin?", e foi nomeado ao Óscar em 1936, na categoria de melhor curta-metragem de animação.